# جبريل كارول
جبريل كارول (بالإنجليزية: Gabriel D. Carroll) هو رياضياتي أمريكي، ولد في 24 ديسمبر 1982 في أوكلاند في الولايات المتحدة.